# Снятынская городская община
Снятынская городская общи́на (укр. Снятинська міська громада) — территориальная община в Коломыйском районе Ивано-Франковской области Украины.
Административный центр — город Снятын.
Население составляет 40954 человека. Площадь — 366,1 км².

## Населённые пункты
В состав общины входят 1 город (Снятын) и 26 сёл:
- Белелуя
- Будилов
- Видинов
- Волчковцы
- Горишнее Залучье
- Джуров
- Долишнее Залучье
- Драгасимов
- Завалье
- Задубровцы
- Запрутье
- Княже
- Красноставцы
- Новоселица
- Орелец
- Подвысокое
- Попельники
- Поточек
- Прутовка
- Русов
- Стецева
- Стецовка
- Тулова
- Тучапы
- Устье
- Хутор-Будилов